# Fogkorona

1.Fog 2.Fogzománc 3.Dentin 4.Fogbél 7.Fogcement 8. Fogkorona

A fogászatban a korona (corona dentis) , a fog zománccal borított részét jelöli. Ez az anatómiai korona. Klinikai koronának nevezzük a fog látható, fogínnyel nem borított részét. A fogak koronái a különböző funkciók szerint különböző alakúak lehetnek. Így a lapát illetve ék alakú metszők a táplálék leharapására, a hosszú és rögzítésében erősen biztosított szemfog tépésre, és a széles koronával rendelkező kis őrlőfogak a darabolásra és szétnyomásra, míg a nagyőrlők a legnagyobb rágómunkára alkalmasak.